# Олієжир
Олієжир, або Масложир — район міста Вінниця, що є обласним центром Вінницької області.

## Походження назви
Олієжир отримав свою назву на честь Вінницького олійно-жирового комбінату (ПрАТ «Олієжиркомбінат»). «Олієжир» існує з 1955 року, коли закінчилося будівництво ПрАТ «Олієжиркомбінат».